# Der Hirt auf dem Felsen
Le Pâtre sur le rocher
Pour les articles homonymes, voir Berger (homonymie) et Rocher.
Der Hirt auf dem Felsen (Le pâtre sur le rocher, en allemand) op. 129 D. 965, est un célèbre lied-poème germanique lyrique romantique allemand, chanté par une voix, pour soprano, clarinette, et piano, de Franz Schubert (1797-1828), d'après deux poèmes romantiques de Wilhelm Müller et un poème de Karl August Varnhagen von Ense. Cette oeuvre de 1828 est son avant dernière composition du dernier mois de sa vie, publiée à titre posthume un an après sa disparition prématurée à l'age de 31 ans. Classé officiellement parmi les lieders, il pourrait tout aussi bien être qualifié de pièce de musique de chambre.

## Histoire

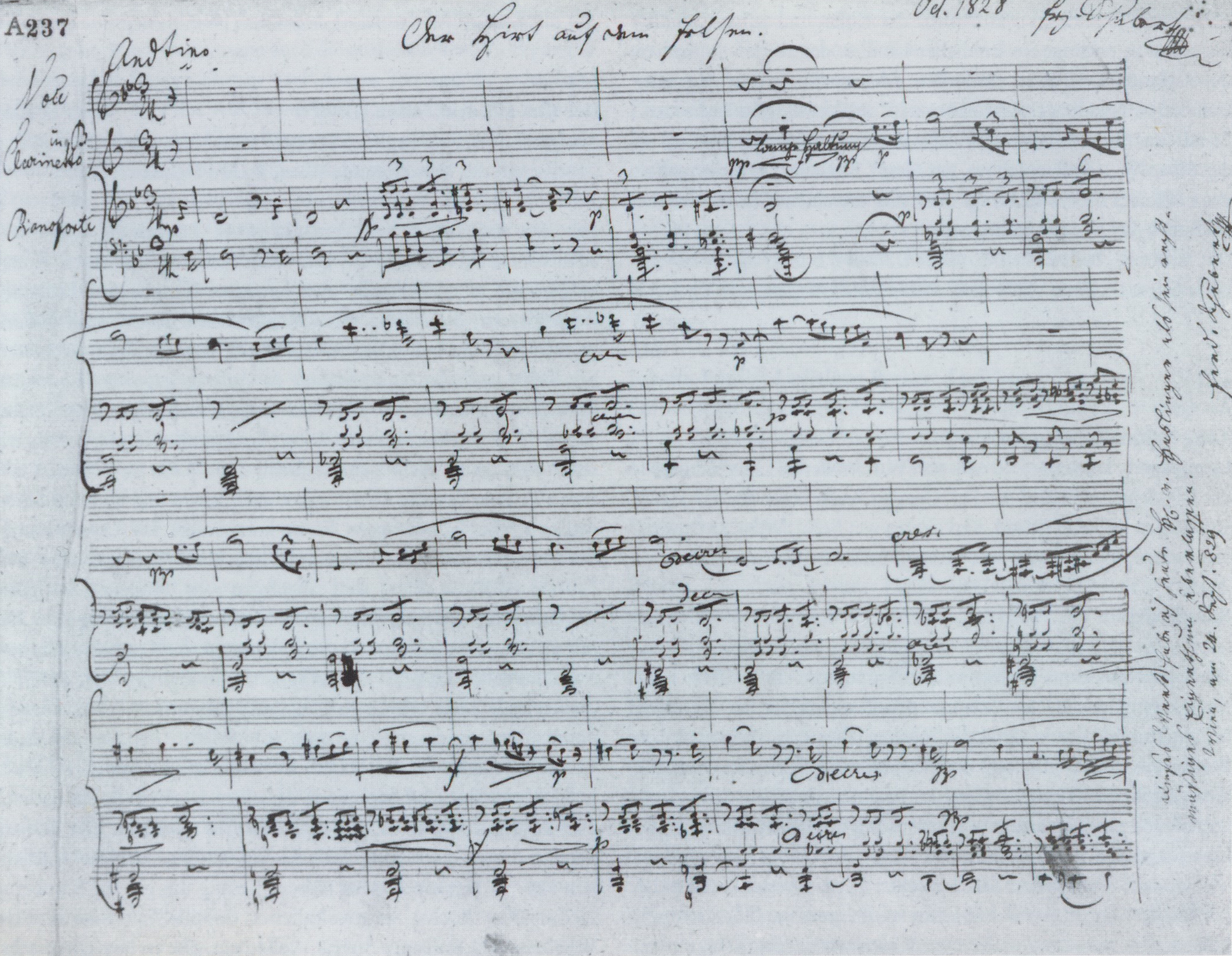
Der Hirt auf dem Felsen, partition manuscrite originale de Schubert

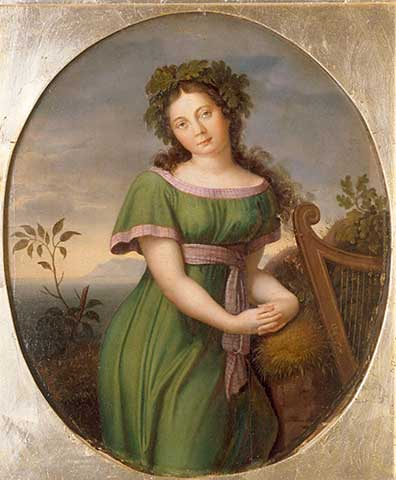
La cantatrice Anna Milder-Hauptmann vers 1818

En pleine période romantique allemande du XIXe siècle (dont Franz Schubert est un des maîtres) après avoir composé entre autres sa Deutsche Messe, son célèbre Trio pour piano et cordes no 2 de Schubert, son requiem Messe no 6 (en) (en écho au requiem de Mozart de 1791), après avoir été aux funérailles de Ludwig van Beethoven de 1827 (qu'il admire), et avant de composer son ultime Sérénade (Le Chant du cygne), Franz Schubert compose ce grand lied sombre et romantique, sur son lit de mort, à Vienne, chez son frère Ferdinand Schubert, en automne 1828, âgé de 31 ans, rongé par la maladie, en réponse tardive à une commande par lettre de sa grande amie cantatrice soprano viennoise Anna Milder-Hauptmann. Elle lui demande une grande aria qui lui permette d'exprimer un large éventail de sentiments romantiques. Le lied est publié à titre posthume un an et demi après la disparition prématurée de Schubert. Anna Milder le chante pour la première fois à la maison des Têtes noires de Riga de l'Empire russe (en actuelle Lettonie) le 10 février 1830.

## Paroles et structure
Le titre fait référence aux bergers des préalpes romantiques de Haute-Autriche  de son Autriche natale. Sur les sept strophes, les quatre premières et la dernière sont du poète romantique allemand Wilhelm Müller, tandis que les cinquième et sixième sont écrites par le dramaturge Karl August Varnhagen von Ense (et non  par Helmina von Chézy). Le lied comprend trois sections, inspirées des ioules de chants montagnards folkloriques autrichiens, qui mettent la soprano à rude épreuve. La première section est heureuse lorsque le berger solitaire, juché sur le sommet de la montagne, écoute les échos montant d'en-dessous. La deuxième section devient sombre lorsque le berger exprime son amour perdu lointain, son profond désespoir tragique, son isolement, et sa solitude. La troisième et dernière section fait jaillir une lueur d'espoir merveilleux de vie d'après, du ciel, et du printemps.

## Texte complet
| Wilhelm Müller – Der Berghirt Wenn auf dem höchsten Fels ich steh', In's tiefe Tal hernieder seh', Und singe. Fern aus dem tiefen dunkeln Tal Schwingt sich empor der Widerhall Der Klüfte. Je weiter meine Stimme dringt, Je heller sie mir wieder klingt Von unten. Mein Liebchen wohnt so weit von mir, Drum sehn' ich mich so heiß nach ihr Hinüber. Varnhagen – Nächtlicher Schall In tiefem Gram verzehr ich mich, Mir ist die Freude hin, Auf Erden mir die Hoffnung wich, Ich hier so einsam bin. So sehnend klang im Wald das Lied, So sehnend klang es durch die Nacht, Die Herzen es zum Himmel zieht Mit wunderbarer Macht. Wilhelm Müller – Liebesgedanken Der Frühling will kommen, Der Frühling, meine Freud', Nun mach' ich mich fertig Zum Wandern bereit | Le Pâtre de montagne (traduction de humeurs.calende.org :) Juché sur le plus haut rocher, Les yeux plongés dans la vallée, Je chante, Et l'écho monte Des profondeurs, S'élève des sombres ravines. Plus ma voix porte Plus elle me revient, claire, D'en-bas. Ma bien-aimée demeure si loin ! Avec toute mon ardeur Je l'appelle d'ici. [Son nocturne] Mais un noir chagrin me consume, Ma joie s'en est allée, Tout espoir m'a quitté en ce monde À tel point je suis seul. Ce chant résonnait avec tant de nostalgie Dans la forêt nocturne, Qu'il élevait les cœurs vers le ciel, D'un pouvoir merveilleux. [Idées d'espoir] Bientôt ce sera le printemps. Le printemps, mon espoir. Il me faut maintenant M'apprêter à partir. |

## Au cinéma
- 1983 : Mortelle randonnée, de Claude Miller, avec Michel Serrault et Isabelle Adjani (musique thématique du film[9]).